# Sorrow (chanson de Mort Shuman)
Pour les articles homonymes, voir Sorrow.
Singles de Mort Shuman
Die Rosen von Schloß Belvedere
(1975) Papa-Tango-Charly
(1976)
Pistes de Imagine
À chaque cœur sa raison
(3) Save the Last Dance for Me
(5)
Sorrow est une chanson composée et interprétée par Mort Shuman parue en 1976 sur l'album Imagine et la bande originale du film À nous les petites Anglaises. Elle est sortie en single en janvier 1976.

## Réception
Pour un titre en anglais, la chanson n'est presque pas connue aux États-Unis, et dans le monde anglophone. En revanche, le titre connaîtra un large succès dans deux pays germanophones : l'Allemagne et l'Autriche. 

## Adaptation
En 1979, la chanson a également été interprétée par Mort Shuman en public dans une version bilingue en français et en anglais lors de l'émission de variétés française Numéro un.

## Liste des titres
| A. | Sorrow     | Mort Shuman, E.L. Moro | 4:35 |
| B. | Botany Bay | Mort Shuman            | 3:00 |

## Classements
| Classement (1976-1977)                  | Meilleure position |
| --------------------------------------- | ------------------ |
| Allemagne de l'Ouest (Media Control)    | 24                 |
| Autriche (Ö3 Austria Top 40)            | 2                  |
| Belgique (Wallonie Ultratop 50 Singles) | 3                  |
| France (IFOP)                           | 4                  |
| Portugal (Billboard)                    | 3                  |
| Turquie (TRT)                           | 3                  |

| Classement (1976)            | Position |
| ---------------------------- | -------- |
| Autriche (Ö3 Austria Top 40) | 2        |
| France (SNEPA)               | 42       |

## Historique de sortie
| Pays        | Face B                      | Date         | Format   | Label   |
| ----------- | --------------------------- | ------------ | -------- | ------- |
| France,     | Botany Bay                  | janvier 1976 | 45 tours | Philips |
| Allemagne   | Botany Bay                  | 1976-1977    | 45 tours | Philips |
| Autriche    | Botany Bay                  | 1976-1977    | 45 tours | Philips |
| Canada      | Botany Bay                  | 1976-1977    | 45 tours | Philips |
| Italie      | Botany Bay                  | 1976-1977    | 45 tours | Philips |
| Turquie     | Botany Bay                  | 1976-1977    | 45 tours | Ronnex  |
| Allemagne   | Let Me Take You By the Hand | 1976-1977    | 45 tours | Philips |
| Autriche    | Let Me Take You By the Hand | 1976-1977    | 45 tours | Philips |
| Pays-Bas    | Let Me Take You By the Hand | 1976-1977    | 45 tours | Philips |
| Portugal    | Let Me Take You By the Hand | 1976-1977    | 45 tours | Philips |
| Royaume-Uni | Let Me Take You By the Hand | 1976-1977    | 45 tours | Philips |
| Grèce       | Papa-Tango-Charly           | 1976-1977    | 45 tours | Philips |
| Mexique     | Papa-Tango-Charly           | 1976-1977    | 45 tours | Philips |
| Pays-Bas    | Papa-Tango-Charly           | 1976-1977    | 45 tours | Philips |
| Portugal    | Papa-Tango-Charly           | 1976-1977    | 45 tours | Philips |